# Elle était si jolie
Chansons représentant la France au Concours Eurovision de la chanson
Un premier amour
(1962) Le Chant de Mallory
(1964)
Elle était si jolie est une chanson interprétée et composée par le chanteur français Alain Barrière et dirigée par Franck Pourcel pour représenter la France au Concours Eurovision de la chanson de 1963 qui se déroulait à Londres au Royaume-Uni.
Alain Barrière a également enregistré la chanson en allemand sous le titre Du gingst fort ohne Abschied (« Tu es partie sans dire au revoir ») et en italien sous le titre de Era troppo carina (« Elle était trop mignonne »).

## Thème de la chanson
La chanson est une ballade. Alain Barrière chante à propos d'une fille qu'il a connue et sur la façon dont elle était jolie. Mais elle était apparemment « trop belle » pour lui, il ne pouvait pas l'aimer.

## À l'Eurovision
Elle est intégralement interprétée en français, langue nationale, comme le veut la coutume avant 1966.
La chanson était passée onzième du concours, après Esther Ofarim qui représentait la Suisse avec T'en va pas et avant José Guardiola qui représentait l'Espagne avec Algo prodigioso. À l'issue du vote, elle a obtenu 25 points, se classant cinquième sur seize chansons.
La chanson suivante qui représentait la France au Concours Eurovision de la chanson 1964 était Le Chant de Mallory, interprétée par Rachel.

## Réception commerciale
La chanson a été bien accueillie en Amérique latine, en particulier au Chili.

## Classements

### Classements hebdomadaires
| Classement (1963-1964)                  | Meilleure position |
| --------------------------------------- | ------------------ |
| Belgique (Flandre Ultratop 50 Singles)  | 19                 |
| Belgique (Wallonie Ultratop 50 Singles) | 9                  |
| Chili                                   | 4                  |
| Espagne                                 | 19                 |
| France (IFOP)                           | 3                  |
| Suisse                                  | 12                 |

## Reprises, adaptations et utilisations
- En 1965, la chanson a été reprise en langue serbo-croate par le chanteur yougoslave Dragan Stojnić (sr) sous le titre Bila je tako lijepa (« Elle était si belle »). Cette version a été un grand succès dans toute l'ex-Yougoslavie.
- En 1980, le groupe serbe Pekinška Patka (en) a lui-même fait une reprise en version punk de l'adaptation Bila je tako lijepa. Le groupe croate Hladno Pivo (en) a également repris cette chanson en 1995.
- En 2008, la chanson est diffusée dans le film La Belle Personne de Christophe Honoré[5].
- En 2021, la chanson est diffusée dans le film Haute Couture de Sylvie Ohayon[6].
- En 2024, la chanson est utilisée dans deux films, où elle est chantée par des personnages : La Récréation de juillet et La Petite Vadrouille.